# Du Bois (Nebraska)
Du Bois est un village du comté de Pawnee, dans l'État du Nebraska, aux États-Unis. En 2020, il comptait une population de 124 habitants.